# Боко (Ређо Емилија)
Боко је насеље у Италији у округу Ређо Емилија, региону Емилија-Ромања.
Према процени из 2011. у насељу је живело 178 становника. Насеље се налази на надморској висини од 367 м.